# Benchmark (kwaliteitsbewaking)

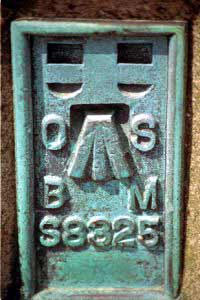
Benchmark op een trigonometrisch punt in Noord-Wales

Benchmark is een begrip uit de wereld van de kwaliteitsbewaking. De Engelse term 'benchmark' betekent eigenlijk meetspijker of piketpaaltje, een referentiepunt voor landmeters.
Het leenwoord benchmark, is vertaalbaar als 'referentiekader' of 'ijkingskader'. Het beschrijft een testprocedure om de prestaties van apparaten, systemen of organisaties met elkaar te kunnen vergelijken. Benchmarking is een manier voor organisaties om van elkaar te leren, verantwoording af te leggen en toezicht te vergemakkelijken. Benchmark en benchmarking zijn begrippen die door elkaar worden gebruikt naargelang van de omgeving; in de computerwereld benchmark, in het management benchmarking.
In de literatuur worden verschillende definities van benchmarking gehanteerd. Een veel gebruikte definitie is die van Camp (1989): 
"Benchmarking is systematisch onderzoek naar de prestaties en de onderliggende processen en methoden van een of meer leidende referentie-organisaties op een bepaald gebied, en de vergelijking van de eigen prestaties en werkmethoden met deze "best practice", met het doel om de eigen prestaties te plaatsen en te verbeteren."
Of korter: 
"Benchmarking is het zoeken en toepassen van best practices."

## Het ontstaan van benchmarking
Reeds 500 jaar voor Christus schreef Sun Tzu, een Chinese generaal: 
Als je je vijand kent en je kent jezelf, hoef je niet bang te zijn voor het resultaat van honderd gevechten.
Ook het oude Japanse woord "dantotsu", dat streven naar het beste van het beste betekent geeft volgens Camp de essentie van benchmarking aan.
De literatuur over benchmarking wijst voor het ontstaan ervan naar de Japanners. Na de Tweede Wereldoorlog werd Japan overspoeld met Westerse producten. Deze producten trokken de aandacht van Japanse industriëlen. Gedurende de jaren 50 bezochten zij handelsbeurzen in de Verenigde Staten en West-Europa. Zij hadden grote interesse voor producten die hier werden gebouwd. In Japan leidde dit in eerste instantie tot het kopiëren van westerse producten. Echter, de Japanners hielden het niet alleen bij imitatie. Zij pasten de benchmarking-methode toe om verbeteringen in hun product sneller door te kunnen voeren en hun processen effectiever te laten verlopen. Dit leidde vanaf de jaren 70 tot goedkopere en hoogwaardigere Japanse alternatieven voor westerse producten.
Ondanks dat de Japanners na de Tweede Wereldoorlog al begonnen met benchmarking, is de term benchmarking pas ontstaan in de jaren 80 bij het bedrijf Xerox in de Verenigde Staten. In de jaren 60 had Xerox een populair kopieerapparaat ontwikkeld, waarmee het zo’n 80% van de markt innam. De directeur van Xerox, Charles Christ, zag een advertentie met goedkopere machines. Deze wilde hij onderzoeken. Hij wilde ‘a benchmark, something that I can measure myself against to understand where we have to go from here’. Vanaf dat moment heeft Xerox een uitgebreid benchmarkprogramma opgezet wat in 1989 resulteerde in het eerste boek over dit onderwerp ‘Benchmarking: The Search for Industrial Best Practices that Lead to Superior Performance’.

## De kern van de methode
In de kern gaat het bij benchmarking om drie stappen:
1. Het vergelijken van de eigen processen en prestaties met die van de andere deelnemers;
2. Het analyseren van de verschillen tussen de diverse processen en prestaties door te proberen te begrijpen waarom deze worden toegepast;
3. Het verbeteren daarvan aan de hand van de informatie verworven tijdens het proces.

## Typen benchmarking
- Best practice - Beste uitvoering van een bepaalde deelfunctie van een totaalproces.
- Best in class - De beste op een bepaald deelgebied, onafhankelijk van een bepaalde tak (branch) of zelfs onafhankelijk van het land (world class).
- Externe, competitieve of concurrerende benchmarking - Het vergelijken van de prestatie en activiteiten van de eigen organisatie met die van de concurrentie. Wordt gebruikt voor de vergelijking van producten, diensten en activiteiten. Is primair gericht op de impact hiervan op de waarde van afnemers, en in het verlengde daarvan op de financiële waarde van de onderneming.
- Interne benchmarking - Het vergelijken van gelijke functies in verschillende divisies of business units binnen één onderneming. Wordt gebruikt voor de vergelijking van functies, de prestaties van de organisatie. Is primair gericht op efficiency- en productiviteitsverbetering.
- Functionele benchmarking - Richt zich op kwaliteitscontrole en hogere efficiency van bepaalde functies binnen de organisatie, bijvoorbeeld op het gebied van marketing of training. Leent zich het best voor benchmarking tegen de best in class.
- Process benchmarking - Richt zich op het verbeteren van de efficiency en het verhogen van de concurrentiekracht. Wordt gebruikt voor het verbeteren van de werkstromen.
- Operational/Operating benchmarking - Gericht op het vergelijken van aspecten als klanttevredenheid, marketingmix, overheaduitgaven, voorraadniveaus.
- Strategic benchmarking - Een methode met behulp waarvan ondernemingen kunnen leren van de lessen die andere ondernemingen hebben moeten leren. Strategisch benchmarken is het kader of structuur waarbinnen de hiërarchie van doelen, strategie en actie wordt geplaatst. Gericht op winstpotentieel, productiviteit, groeipotentieel, innovatiepotentieel.